# Kochenthal
Kochenthal ist ein Stadtteil von Hemau im Oberpfälzer Landkreis Regensburg.

## Geografie
Das Dorf Kochenthal liegt etwa sechs Kilometer südöstlich des Stadtzentrums von Hemau. Über eine Gemeindestraße und die Staatsstraße 2660 ist sie mit der Stadt verbunden.